# 卡末林·昂內斯 (坑)
卡末林·昂內斯(Kamerlingh Onnes) 是月球背面北半球一座古老的大型撞击坑，约形成于酒海纪代，其名称取自荷兰物理学家及化学家，1931年诺贝尔物理学奖获得者海克·卡末林·昂内斯(1853年-1926年)，1970年被国际天文联合会正式批准接受。

## 描述
该陨坑西北毗邻外尔环形山、北面坐落了斯滕伯格环形山，欧姆环形山和科尔霍斯特环形山分别位于它的东北和东南；卡末林·昂內斯环形山西南分布着一条无名链坑。 该陨坑的中心月面坐标为14°43′N 116°17′W / 14.72°N 116.29°W，直径70公里，深度2.7公里。
卡末林·昂內斯环形山的外观近似卵状，东西方向略长。陨坑外侧壁平缓，沿边缘，特别是北侧和东侧附着了众多的小撞击坑；坑壁平均较周边地形高出1260米，坑内容积约有3800公里3。坑底表面较为平坦，散布着数座较醒目的小陨坑，东北部覆盖有一束来自欧姆环形山的射纹束。